# BLE 44
Die Tenderlokomotive BLE 44 der Braunschweigischen Landeseisenbahn (BLE) wurde für den gemischten Personen- und Güterzugbetrieb beschafft.

## Konstruktive Merkmale
Die 1934 von Krupp gebaute Lokomotive hatte die Achsfolge 1'D1' und ein Zweizylinder-Heißdampf-Triebwerk, Vor- und Nachlaufachse waren in Bisselgestellen gelagert. Eher ungewöhnlich für eine derartige Lokomotive war die Ausstattung mit Windleitblechen, die sich direkt an die seitlichen Wasserkästen anschlossen und bis zur vorderen Pufferbohle reichten.
Die Lokomotive war für die Beförderung von Güterzügen mit einer Last von 635 t in der Ebene mit einer Geschwindigkeit von 70 km/h vorgesehen. Auf Steigungen von 5 ‰ waren bei 50 km/h noch 500 t Zuglast möglich.

### DR 79 001II
Nach der Übernahme der BLE durch die Deutsche Reichsbahn erhielt die Lokomotive 1938 die Betriebsnummer 79 001 in zweiter Besetzung, nachdem die Sächsische XV HTV mit dieser Nummer schon 1933 ausgemustert worden war.

### DEG 261
Die Lokomotive überstand den Zweiten Weltkrieg und wurde 1947 an die Deutsche Eisenbahn Gesellschaft (DEG) verkauft. Dort erhielt sie die Nummer 261 und wurde als Leihlok an verschiedene Eisenbahngesellschaften des Konzerns vermietet, so an die Braunschweig-Schöninger Eisenbahn, die Kleinbahn AG Höchst-Königstein, die Teutoburger Wald-Eisenbahn und ab dem 4. September 1966 wieder an die Kleinbahn AG Höchst-Königstein. Dort wurde sie am 11. Mai 1968 nach einer Abschiedsfahrt ausgemustert und im März 1973 auf dem Freiladegleis des Königsteiner Güterbahnhofs verschrottet.

## Trivia
Die Betriebsnummer 79 001 wurde in dritter Besetzung ab 1951 der ehemals französischen und nach Kriegsende in deutschen Besitz gelangten 242 TA-602 zugeteilt.